# 아구스타웨스틀랜드
아구스타웨스틀랜드(AgustaWestland)는 이탈리아의 헬리콥터 개발 제작사다.
2000년 7월 핀메카니카와 GKN은 자신들의 헬기 사업체를 합병하는데 동의했다. 주식 지분은 50:50으로 하였다. GKN은 산업혁명 당시인 1759년 영국에 설립된 기업으로, 2009년 250주년 창사 기념식을 가진 다국적 기업이다.
2004년 5월 26일 GKN이 10억6천만 유로에 핀메카니카에 주식을 전량 매각했다.
아구스타웨스틀랜드는 현재 이탈리아 2위의 기업이자 최대의 방산업체인 핀메카니카(Finmeccanica)가 소유하고 있다.

## 같이 보기
- 벨/아구스타 BA609
- 한국형 공격헬기 사업
- A129 망구스타
- 아구스타웨스틀랜드 AW-159
- 아구스타웨스틀랜드 AW-149
- 아구스타웨스틀랜드 AW-139
- 슈퍼링크스 - 대한민국 해군 구축함에 탑재된 링크스헬기는 원래 영국 웨스틀랜드사가 개발한 것인데, 웨스틀랜드는 영국 GKN에 합병되었고, GKN은 이탈리아 핀메카니카에 주식을 전량 매각, 현재는 이탈리아 핀메카니카 자회사인 아구스타웨스틀랜드가 링크스헬기를 제작하고 있다.